# 軟體合成器
軟體合成器（英語：software synthesizer）是一種可產生數位音訊的電腦程式，通常用來製作音樂。軟體合成器多数作为插件與其他音樂軟體連接，如音序软件。音色库（英語：sound library）是声音样本的集合，比如各种乐器人声的采样、音效等。其中，生成真实乐器之声的軟體合成器被称为軟體樂器或虚拟乐器、虚拟乐手。